# Morte e funerali di Stato di Néstor Kirchner

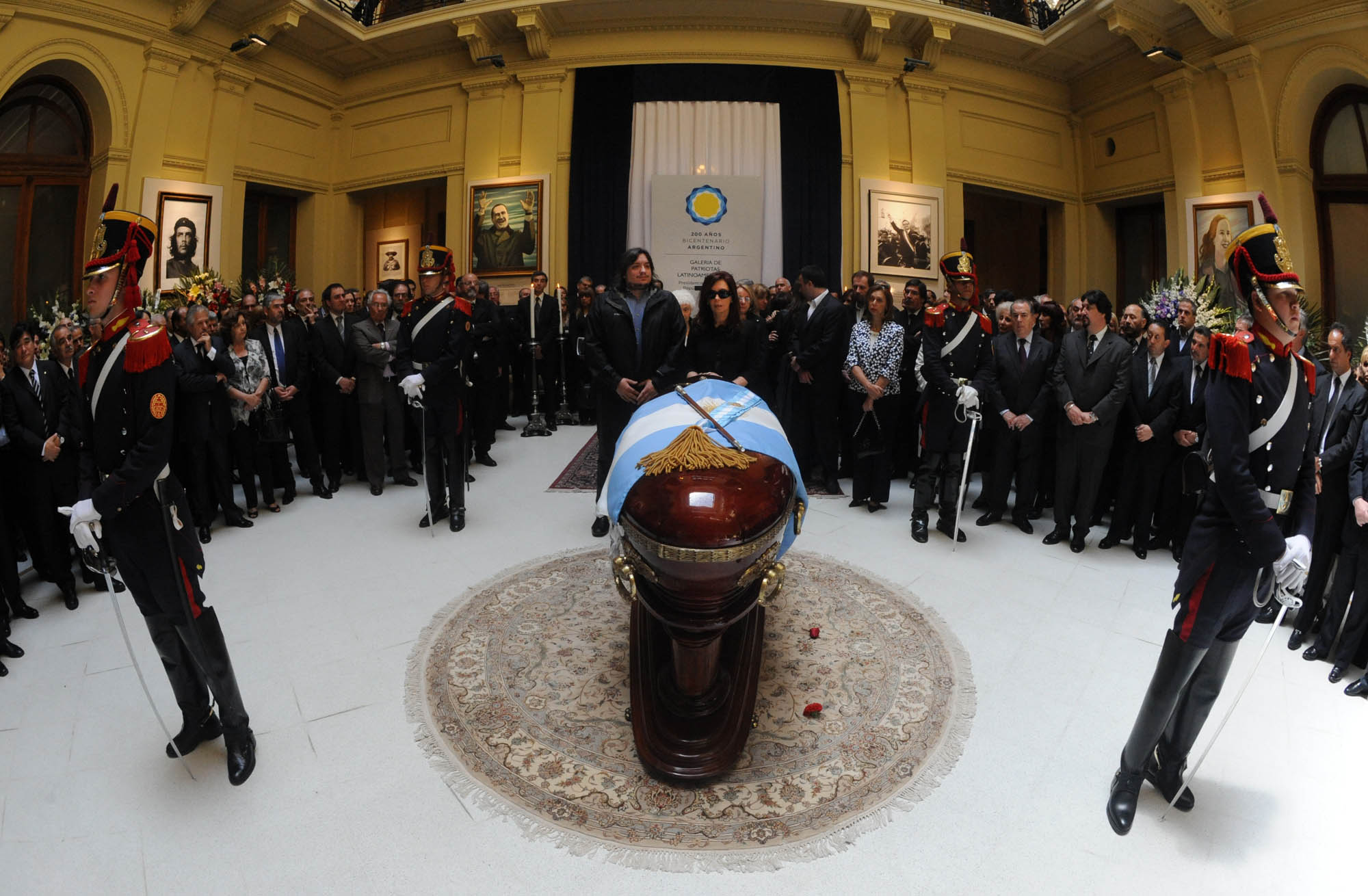
Funerali di Stato di Kirchner alla Casa Rosada

I funerali di Néstor Kirchner, deceduto il 27 ottobre 2010 a causa di un arresto cardiaco, si sono svolti nell'arco di quattro giorni, concludendosi il 30 dello stesso mese. Durante questo periodo, è stato osservato un periodo di lutto nazionale, che non ha influenzato le normali attività commerciali ed educative. Diverse personalità della politica nazionale e internazionale, della cultura e dello spettacolo hanno partecipato ai funerali. La visita di numerosi leader internazionali è stata notevole. Centinaia di migliaia di persone hanno atteso in coda per più di otto ore per poter entrare a vedere l'ex presidente.
Il funerale ha avuto una copertura esclusiva 24 ore su 24 per le tre ore di cerimonia, sia sui canali televisivi che sui canali via cavo. Inoltre, le reti televisive internazionali hanno seguito l'evento con trasmissioni in diretta per gran parte della veglia. I quotidiani nazionali e internazionali hanno ripreso la notizia sui loro siti web poco dopo l'evento.
Ad accogliere la salma durante la sepoltura vi era una cerchia ristretta di persone, alla presenza dell'allora presidente del Venezuela, Hugo Chávez, senza che l'evento fosse trasmesso in televisione e con il divieto di scattare fotografie. I resti dell'ex presidente riposano a Río Gallegos, nel pantheon della famiglia Kirchner.

## Morte
L'ex presidente ha avuto un crollo nelle prime ore del 27 ottobre, mentre si trovava nella residenza di famiglia a El Calafate, nella provincia di Santa Cruz. Aveva viaggiato quella settimana con la moglie, la presidente Cristina Fernández de Kirchner, che era a riposo a causa di un'angina, prima di esser trasportato d'urgenza all'ospedale locale José Formenti. Kirchner era già stato ricoverato d'urgenza in altre occasioni, l'ultima delle quali nel settembre 2010, quando era stato sottoposto ad angioplastica per riparare un'arteria coronaria bloccata. L'agenzia di stampa ufficiale Télam ha riferito che è morto nell'ospedale sopra menzionato pochi minuti prima delle 10:00 ora locale, mentre altre agenzie di stampa sostengono che il decesso è avvenuto alle 9:26 (secondo il rapporto ufficiale) e altre ancora sostengono che è stato ricoverato morto all'ospedale José Formenti alle 8:00. Il medico personale di Néstor Kirchner, Luis Buonomo, ha dichiarato alla stampa che la causa del decesso è stata una morte improvvisa.

## Veglia
Il 27 ottobre 2010, centinaia di migliaia di argentini si sono riuniti alla Casa Rosada per rendere omaggio all'ex presidente. La folla si è radunata presso la Sala dei Patrioti Latinoamericani, che era stata utilizzata come cappella funebre, per rendere omaggio all'ex leader del Partito Giustizialista e per esprimere le proprie condoglianze alla presidente e vedova, Cristina Fernández de Kirchner. La folla ha riempito Plaza de Mayo e parte del centro di Buenos Aires. Come per i funerali tenuti per gli ex presidenti Juan Domingo Perón nel luglio 1974 e Raúl Alfonsín nel marzo 2009, una pioggia persistente è caduta durante la veglia, ma non è stata sufficiente a disperdere la folla. 
Il governo argentino ha dichiarato tre giorni di lutto nazionale, come stabilito dal decreto 1560 firmato dalla presidente, per i giorni del 27, 28 e 29 ottobre. Durante tali giorni, l'attività lavorativa nelle scuole e nelle banche è stata regolare.
Fin dalla sera prima, code di sostenitori si erano formate davanti alle porte della Casa Rosada. Alle 10:00, le porte della Casa Rosa vennero aperte per consentire l'ingresso a coloro che volevano esprimere solidarietà. Alle 11:20, la presidente Cristina Fernández è entrata nella sala, accompagnata dai figli Máximo e Florencia e dalla madre Ofelia Wilhem, provocando un silenzio generale nella sala. La vedova si è avvicinata alla bara e l'ha accarezzata. Il silenzio è stato rotto da una voce anonima che gridava "Viva Cristina, viva Néstor!". A quel punto, la folla ha fatto eco alla stessa, e la presidente si è appoggiata alla spalla della figlia.
"Forza Cristina", "Siamo al tuo fianco", "Che l'anima di Néstor sia simbolo di giustizia per l'Argentina", "Néstor vive nei nostri cuori", erano alcuni dei messaggi affissi in quei giorni davanti alla sede del Governo, le cui bandiere rimasero a mezz'asta per tre giorni.
Tra gli omaggi resi dal pubblico, spicca quello di un giovane tenore che ha cantato l'Ave Maria e ha commosso i presenti nella Sala dei Patrioti Latinoamericani. Cristina Fernández, anche lei visibilmente commossa, si è avvicinata per salutarlo, una delle rare occasioni in cui lo ha fatto, pur accettando tutte le espressioni di sostegno e solidarietà che il pubblico le ha offerto.
Erano presenti nella sala i presidenti Hugo Chávez (Venezuela), Evo Morales (Bolivia), Lula da Silva (Brasile), Fernando Lugo (Paraguay), José Mujica (Uruguay), Juan Manuel Santos (Colombia), Rafael Correa (Ecuador) e Sebastián Piñera (Cile), così come rappresentanti diplomatici di altre nazioni come Patricia Espinosa, ministro degli Esteri del Messico. A nome della Spagna ha partecipato l'ex presidente Felipe González.
Erano presenti per porgere le loro condoglianze anche il leader sindacale Hugo Moyano, Estela de Carlotto e Hebe de Bonafini, delle Nonne e Madri di Plaza de Mayo, e il calciatore Diego Armando Maradona, che ha dichiarato alla stampa di aver chiacchierato di calcio con il defunto qualche giorno prima. "L'Argentina ha perso un gladiatore, che si arrabbiava, che ci tirava sempre fuori dai guai ed era rispettabile in tutto", ha detto Maradona all'uscita dal palazzo presidenziale. Alla veglia funebre hanno partecipato anche tutti i governatori giustizialisti, come Daniel Scioli della provincia di Buenos Aires, San Juan, José Luis Gioja di Misiones, Maurice Closs di La Rioja, Luis Beder Herrera di Formosa , Gildo Insfrán di Córdoba, Juan Schiaretti del Chaco, Jorge Capitanich di Mendoza e Celso Jaque di Mendoza, tra gli altri. Erano presenti anche personaggi di spicco del mondo dell'arte e dello spettacolo, come il popolare conduttore televisivo e produttore Marcelo Tinelli; e gli attori Andrea del Boca, Florencia Peña, Nancy Duplaa e Pablo Echarri.

## Reazioni internazionali
I leader di tutto il mondo hanno espresso le loro condoglianze alla presidente argentina per la morte del marito, con Hugo Chávez che è stato il primo a farlo tramite l'account Twitter della presidente argentina.
Barack Obama ha sottolineato che Néstor Kirchner ha svolto un ruolo significativo nella vita politica del suo Paese e che attraverso l'Unasur ha aperto un nuovo capitolo nella regione. Da parte sua, il Segretario generale delle Nazioni Unite Ban Ki-moon lo ha descritto come un amico delle Nazioni Unite che credeva nel multilateralismo, esprimendo al contempo la sua tristezza per la sua scomparsa. Sebastián Piñera ha affermato che la morte lo ha colpito molto fortemente dal punto di vista personale e che questa rappresenta una grande perdita per l'Argentina e il Sud America, lo ha inoltre definito come un uomo che ha dedicato la sua vita al servizio pubblico per il mondo intero. Oltre all'Argentina, otto Paesi sudamericani hanno dichiarato il lutto ufficiale per la morte di Kirchner: Bolivia, Brasile, Venezuela, Paraguay, Uruguay, Cile, Colombia ed Ecuador.

## Copertura mediatica
I notiziari argentini, radiofonici e via cavo, hanno trasmesso i tre giorni della veglia funebre 24 ore su 24, senza interruzioni. Il segnale è stato generato dal canale ufficiale, Canal 7, con il permesso di altri canali di ritrasmetterlo. Il telegiornale è stato diretto dal direttore del canale pubblico, con telecamere puntate sulla bara, con primi piani della famiglia dell'ex presidente.
Canal 7 ha aggiunto un nastro di lutto al suo logo distintivo e, l'ultimo giorno, il nastro è stato aggiunto da altri media, con TN, parte del gruppo Clarín che è stato l'ultimo farlo. Gli operatori di Canal 7 hanno controllato le telecamere in ogni momento, facendo innescare critiche per le poche o nulle apparizioni dei leader dell'opposizione, come Francisco de Narváez, Mauricio Macri o Felipe Solá. La leadership ha formato un emiciclo davanti alla bara, con la presidente a volte al centro e altre volte a un'estremità.
I programmi più visti della televisione argentina all'epoca furono cancellati fino a lunedì. Il conduttore televisivo Marcelo Tinelli decise di non mandare in onda il suo programma Showmatch. Canal 9 e Telefe modificarono la loro programmazione per dedicarla esclusivamente all'evento. América TV trasmise un'edizione speciale del suo telegiornale, in contemporanea con il suo canale di notizie América 24. Il canale Encuentro dedicò i tre giorni alla messa in onda di speciali in omaggio al politico scomparso, ricordandone l'insediamento, i discorsi e altri aspetti importanti della sua vita.
Anche il canale di notizie americano CNN ha trasmesso in diretta gran parte del funerale e il suo segnale in lingua spagnola ha sostituito la trasmissione televisiva ufficiale argentina, così come altri canali di notizie internazionali come Globovisión. Anche i canali inglesi BBC World e quello tedesco Deutsche Welle hanno menzionato l'evento.
Da parte loro, i principali quotidiani stranieri diffusero la notizia sulle loro pagine Internet, principalmente i media sudamericani e spagnoli, dove la copertura fu più importante. El País, dalla Spagna, iniziò a prevedere cosa questa morte avrebbe prodotto politicamente. Fu anche la notizia principale sul suo quotidiano concorrente El Mundo. Anche il cileno El Mercurio, l'uruguaiano El País, il brasiliano O Globo e il colombiano El Espectador, tra molti altri, fecero eco all'evento. La notizia ebbe un impatto uguale alla radio, sia i programmi AM che FM furono dedicati esclusivamente all'evento, cambiando il loro tema abituale.